# 金臻庠
金臻庠（1896年—1966年），字恨顽，笔名金雁桥，出生于浙江省镇海县。实业家金润庠胞兄。他是《时事公报》的经理、社长、发行人。中国抗日战争結束後担任镇海县江北镇镇长、鄞县参议会参议员、宁波商会理事等职务。1948年10月，《宁波时事公报》因报道镇海自卫队哗变一事而被查封停办。金臻庠于中共占领宁波前夕倒向中国共产党。中共建政后，加入中国民主建国会，历任宁波市工商联合会筹备委员会主任，宁波市政协第一、第二届副主席。1957年被划为右派，1966年逝世，1979年平反。